# Voo Turkish Airlines 1951

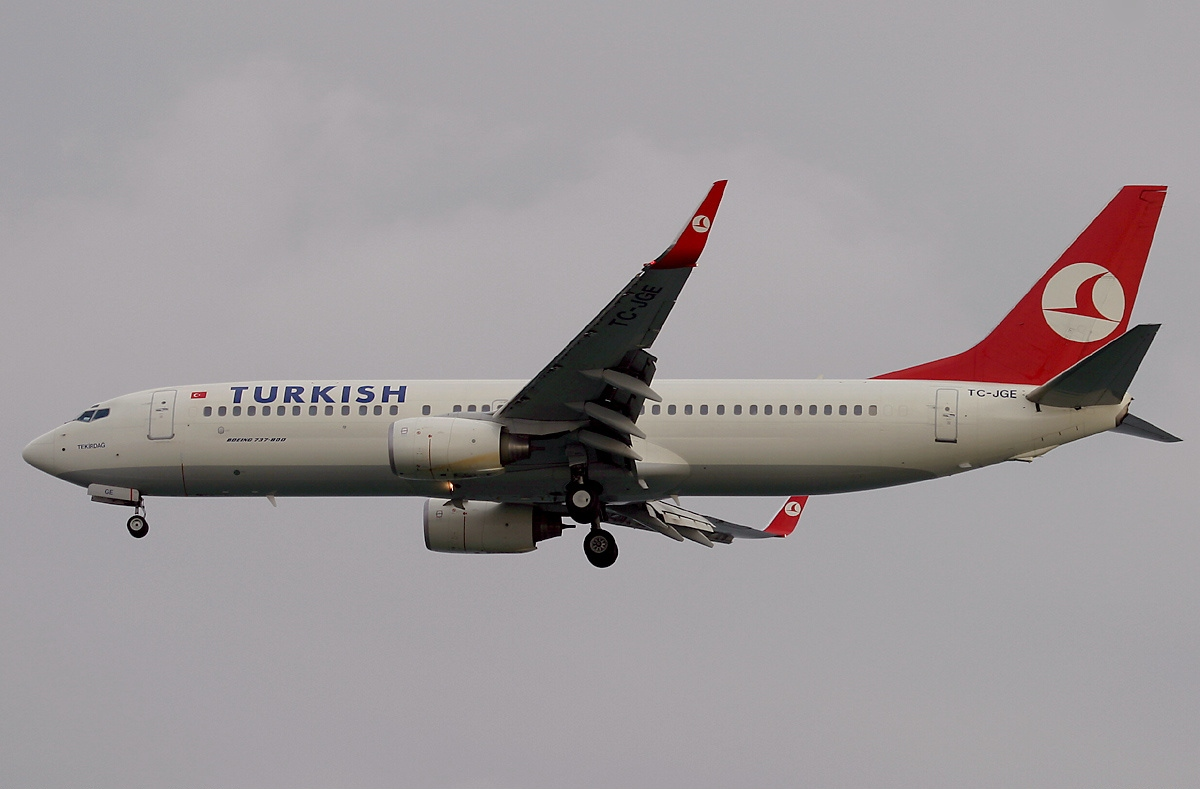
TC-JGE, a aeronave envolvida no acidente em 2003

Seat map

O voo Turkish Airlines 1951 era uma linha aérea que ligava Istambul, na Turquia, a Amsterdã, nos Países Baixos. A aeronave caiu ao tentar aterrissar no Aeroporto Internacional de Schiphol, partindo-se em três após o choque. O prefeito de Haarlemmermeer, Michel Bezuijen, confirmou que nove pessoas morreram e outras 50 foram feridas - 25 delas com gravidade -, embora a empresa e o governo turco tenham dito mais cedo que ninguém teria morrido no incidente.

## Causas
A princípio, a imprensa local afirmou que os motores do avião pararam pouco antes da aterrissagem, e com isso o aparelho perdeu velocidade, caindo no campo vizinho à pista. No momento, havia uma névoa leve e ventava.
Contudo, segundo documentário produzido pela National Geographic, o relatório da agência de segurança na aviação responsável pela investigação concluiu que uma série de fatores confluiram para que o acidente ocorresse. O principal deles foi um falha no altímetro de rádio do Boeing 737-800 (problema comum nesse tipo de aeronave - até hoje sem solução pelo fabricante).
O altímetro de rádio do comandante, durante grande parte do voo, indicou altitude de -8 pés (leitura da aeronave no solo). Ao se aproximar da pista, o instrumento, responsável por fornecer dados ao controlador automático de aceleração, informou a mesma altitude incorreta, fazendo com que o computador de voo desligasse os motores e se colocasse o avião em posição de pouso. Ao reduzir criticamente a velocidade, a aeronave literalmente despencou ao solo.
O relatório apontou que houve falha dos pilotos (havia 3 na cabine) por não terem notado a redução drástica e inadequada de velocidade, apesar de vários instrumentos apontarem para ela. Uma das causas seria um checklist feito muito próximo do momento do pouso, o que sobrecarregou a tripulação, fazendo com que não notassem a falha primária.
Ainda segundo o relatório, o problema é comum nesse modelo de aeronave, mas que a tripulação, ao se dar conta da falha, simplesmente retoma a aceleração, mantendo a velocidade correta até o momento de pouso.

## Queda
A aeronave teria caído por volta das 09h30 (UTC) em um terreno próximo da pista de pouso, perdendo um motor, uma asa e a cauda, a cerca de dois quilômetros da pista do aeroporto. O porta-voz da coordenação antiterror da Holanda, afirmou que aparentemente não houve ação de terrorismo no acidente. Imagens de TV não mostraram vestígios de incêndio após a colisão. No momento do acidente, não houve chamas e, segundo declarações de pessoas que viram aterrissar o avião, este perdeu velocidade ao se aproximar da pista. O tráfego aéreo de Schiphol ficou temporariamente suspenso. As imagens de televisão mostram ambulâncias e macas junto aos destroços. As autoridades fecharam uma estrada que fica perto do lugar do acidente, ao norte do aeroporto.

## Resposta da Turkish Airlines
O diretor-geral da companhia, Temel Kotil, afirmou que "do ponto de vista técnico, não podemos dizer que tenha caído. Foi uma aterrissagem forçada e o piloto manobrou muito habilmente... Estamos felizes de dizer que ninguém morreu no acidente. O piloto Hassan Tahsin Ari tem muita experiência".

### Parentes
A companhia aérea está transferindo os familiares das vítimas ao local do acidente. Foi anunciado que a companhia transferirá gratuitamente dois parentes de cada um dos 78 cidadãos turcos. O representante da Turkish Airlines disse que as autoridades holandesas divulgaram que não exigirão visto dos cidadãos turcos que viajarem a Amsterdã. Um primeiro grupo de parentes já partiu de Istambul e um segundo voo deve levar mais familiares ao longo do dia.
Houve, sim, 9 vítimas fatais e, entre elas, o piloto, o co-piloto e outro piloto que participava do treinamento do co-piloto.
A causa principal do acidente foi falha do rádio-altímetro e, até hoje, a Boeing não determinou porque houve essa falha. Nesse mesmo avião e em outros essa falha havia sido detectada, porém os pilotos desligavam esse aparelho e controlavam o avião manualmente. Somente nesse voo foram detectadas 16 falhas no rádio altímetro e, em toda a frota da Turkish mais de 200 vezes.

## Vítimas e sobreviventes
O sobrevivente Huseyin Sumer disse em um entrevista: "O avião partiu em três pedaços. Nós estamos ligando para as pessoas para dizer que a situação não é muito grave, mas pode haver mortos na parte frontal do avião".
Outro passageiro disse que o avião perdeu altitude de repente enquanto se preparava para aterrissar, e que a parte de trás do equipamento atingiu o solo primeiro. "Nós estávamos em uma altitude de 600 metros quando ouvimos o anúncio de que iríamos aterrissar", afirmou Kerem Uzel. "De repente, descemos uma grande distância enquanto o avião passava por uma turbulência. A cauda da aeronave atingiu o solo". Outro sobrevivente afirmou que o avião estava fazendo um pouso normal, até que perdeu o controle e se chocou contra o solo.